# 枡木屋の獄
枡木屋の獄（ますごやのごく）は、江戸時代（幕末）に筑前国福岡（現・福岡県福岡市）に存在した福岡藩の監獄。漢字については「桝木屋の獄」とも表記される。

## 歴史
福岡藩の監獄は、当初は西中島橋の福岡側の入口にあたる福岡橋口町（現・福岡市中央区天神4丁目、勝立寺脇）にあり、橋口町獄屋と呼ばれた。
安政6年（1859年）に監獄が当時の桝木屋町（現・福岡市中央区唐人町）に移転した。
仲村慎太郎は、福岡藩で安政2年に徒罪が導入されて、受刑者収容施設（徒罪場）が「舛木屋街」に作られたと2011年の論文に記載している。
一方、白石壽郎は2005年の著書で「桝木屋浜は武士の牢屋、橋口町は一般領民の牢屋であった」と述べている。
慶応元年（1865年）の乙丑の獄に際しては、関与した勤王派14人が投獄された後、処刑が実施された。